# Dai Jun
Dai Jun (Shanghai, 6 februari 1992) is een Chinese zwemmer. Hij vertegenwoordigde zijn vaderland op de Olympische Zomerspelen 2012 in Londen.

## Carrière
Bij zijn internationale debuut, op de Aziatische Spelen 2010 in Kanton, zwom Dai samen met Jiang Haiqi, Jiang Yuhui en Zhang Enjian in de series van de 4x200 meter vrije slag, in de finale veroverde Jiang Haiqi samen met Zhang Lin, Li Yunqi en Sun Yang de gouden medaille. Voor zijn aandeel in de series werd Dai beloond met de gouden medaille. Op de wereldkampioenschappen kortebaanzwemmen 2010 in Dubai eindigde de Chinees als twaalfde op de 1500 meter vrije slag, op de 400 meter vrije slag strandde hij in de series. Op de 4x200 meter vrije slag eindigde hij samen met Jiang Haiqi, Zhang Zhongchao en Jiang Yuhui op de zesde plaats.
In zijn geboorteplaats Shanghai nam Dai deel aan de wereldkampioenschappen zwemmen 2011, op dit toernooi werd hij uitgeschakeld in de series van zowel de 400, 800 als de 1500 meter vrije slag.
Tijdens de Olympische Zomerspelen van 2012 in Londen strandde de Chinees in de series van de 1500 meter vrije slag. Samen met Lu Zhiwu, Li Yunqi en Jiang Haiqi zwom hij in de series van de 4x200 meter vrije slag, in de finale legden Li en Jiang samen met Hao Yun en Sun Yang beslag op de bronzen medaille. Voor zijn inspanningen in de series ontving Dai de bronzen medaille.

## Internationale toernooien
| Jaar | Olympische Spelen                                                   | WK langebaan                                                 | WK kortebaan                                                  | PanPacs       | Aziatische Spelen                            |
| ---- | ------------------------------------------------------------------- | ------------------------------------------------------------ | ------------------------------------------------------------- | ------------- | -------------------------------------------- |
| 2010 |                                                                     |                                                              | 16e 400m vrije slag 12e 1500m vrije slag 6e 4x200m vrije slag | geen deelname | 4x200m vrije slag · Dai zwom enkel de series |
| 2011 |                                                                     | 11e 400m vrije slag 12e 800m vrije slag 12e 1500m vrije slag |                                                               |               |                                              |
| 2012 | 15e 1500m vrije slag · 4x200m vrije slag · Dai zwom enkel de series |                                                              | geen deelname                                                 |               |                                              |

## Persoonlijke records
Bijgewerkt tot en met 9 november 2011

### Kortebaan
| Afstand          | Tijd     | Datum           | Plaats |
| ---------------- | -------- | --------------- | ------ |
| 200m vrije slag  | 01.46,93 | 9 november 2011 | Peking |
| 400m vrije slag  | 03.44,60 | 8 november 2011 | Peking |
| 1500m vrije slag | 14.42,97 | 9 november 2011 | Peking |

### Langebaan
| Afstand          | Tijd     | Datum            | Plaats    |
| ---------------- | -------- | ---------------- | --------- |
| 200m vrije slag  | 01.51,42 | 16 augustus 2010 | Singapore |
| 400m vrije slag  | 03.47,58 | 24 juli 2011     | Shanghai  |
| 800m vrije slag  | 07.54,63 | 26 juli 2011     | Shanghai  |
| 1500m vrije slag | 15.08,45 | 1 april 2009     | Shaoxing  |